# Marest-Dampcourt
Marest-Dampcourt ist eine französische Gemeinde mit 342 Einwohnern (Stand 1. Januar 2022) im Département Aisne in der Region Hauts-de-France; sie gehört zum Arrondissement Laon und zum Kanton Chauny.

## Geografie
Die Gemeinde Marest-Dampcourt, bestehend aus dem größeren Marest und dem direkt an der Grenze zum Département Oise gelegenen Dampcourt liegt fünf Kilometer westsüdwestlich von Chauny, etwa in der Mitte zwischen den Städten Soissons, Saint-Quentin und Compiègne. Im Süden des Gemeindeareals verläuft die Oise und der parallel verlaufende Oise-Seitenkanal.

## Bevölkerungsentwicklung
| Jahr                       | 1962 | 1968 | 1975 | 1982 | 1990 | 1999 | 2011 | 2022 |
| Einwohner                  | 348  | 339  | 328  | 349  | 340  | 326  | 340  | 342  |
| Quellen: Cassini und INSEE |      |      |      |      |      |      |      |      |

## Sehenswürdigkeiten
- Kirche St. Brictius (Église Saint-Brice) in Marest
- Kapelle Sainte-Marguerite in Dampcourt

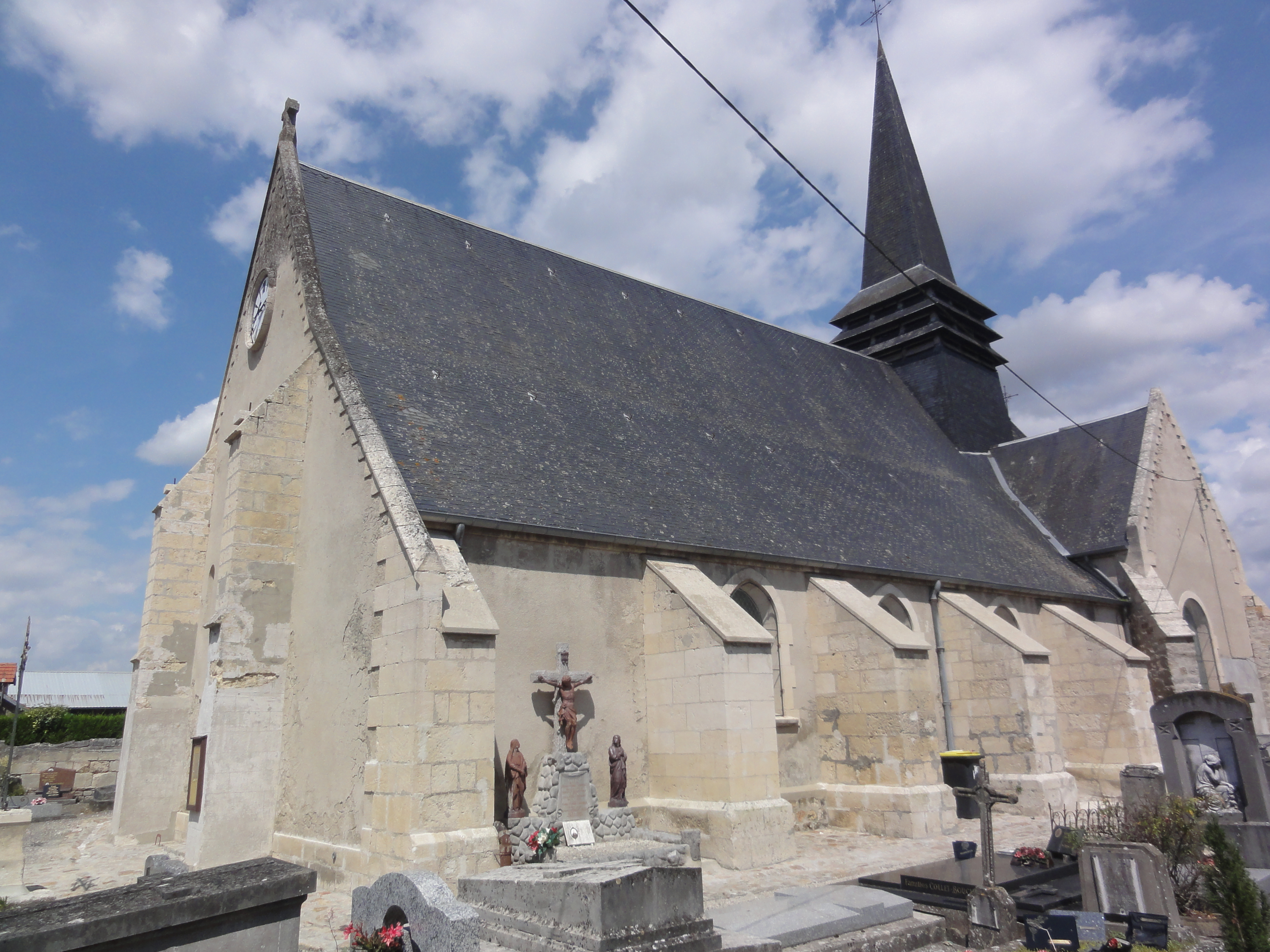
Kirche Saint-Brice
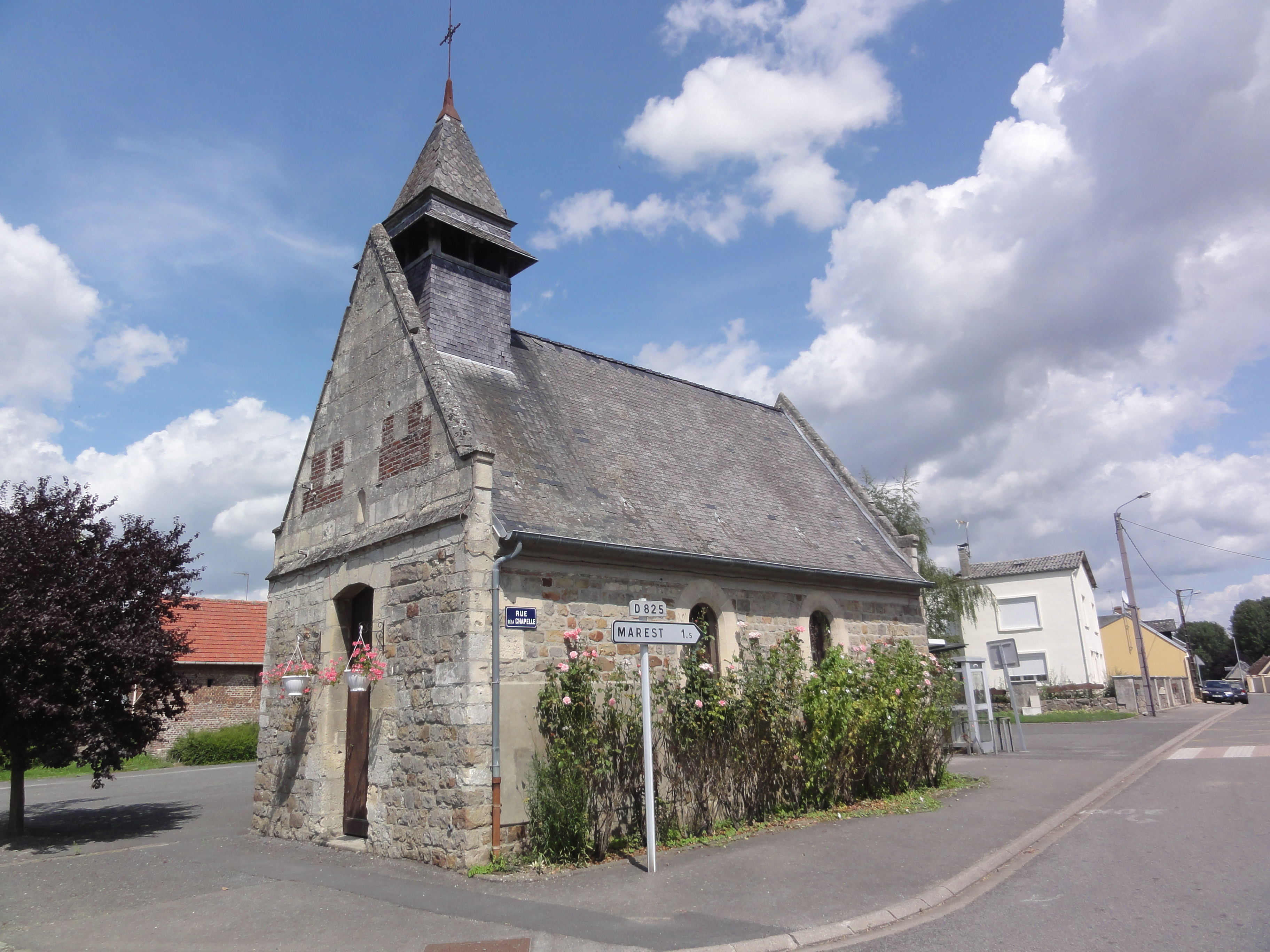
Kapelle Sainte-Marguerite
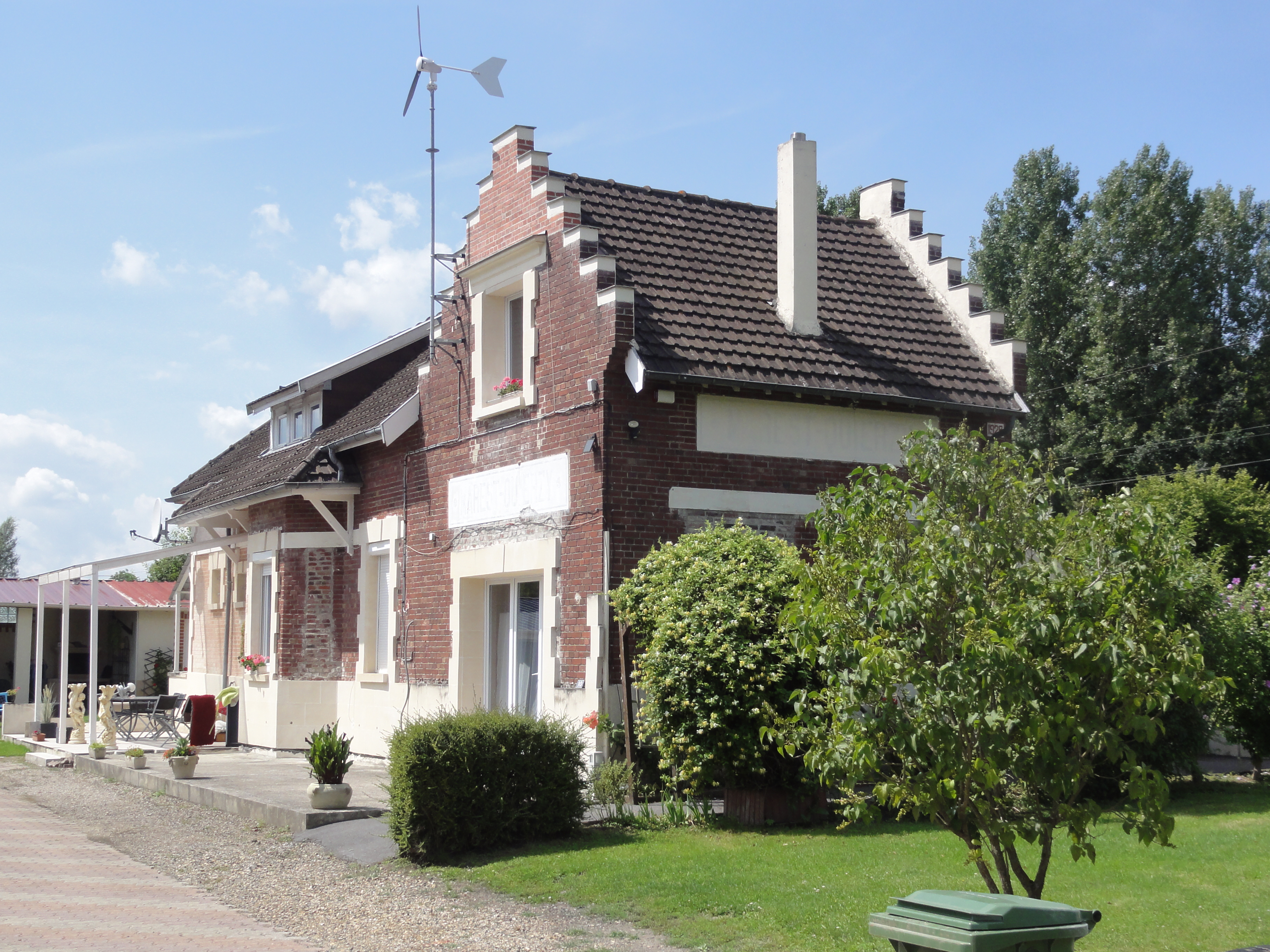
Ehemaliger Bahnhof
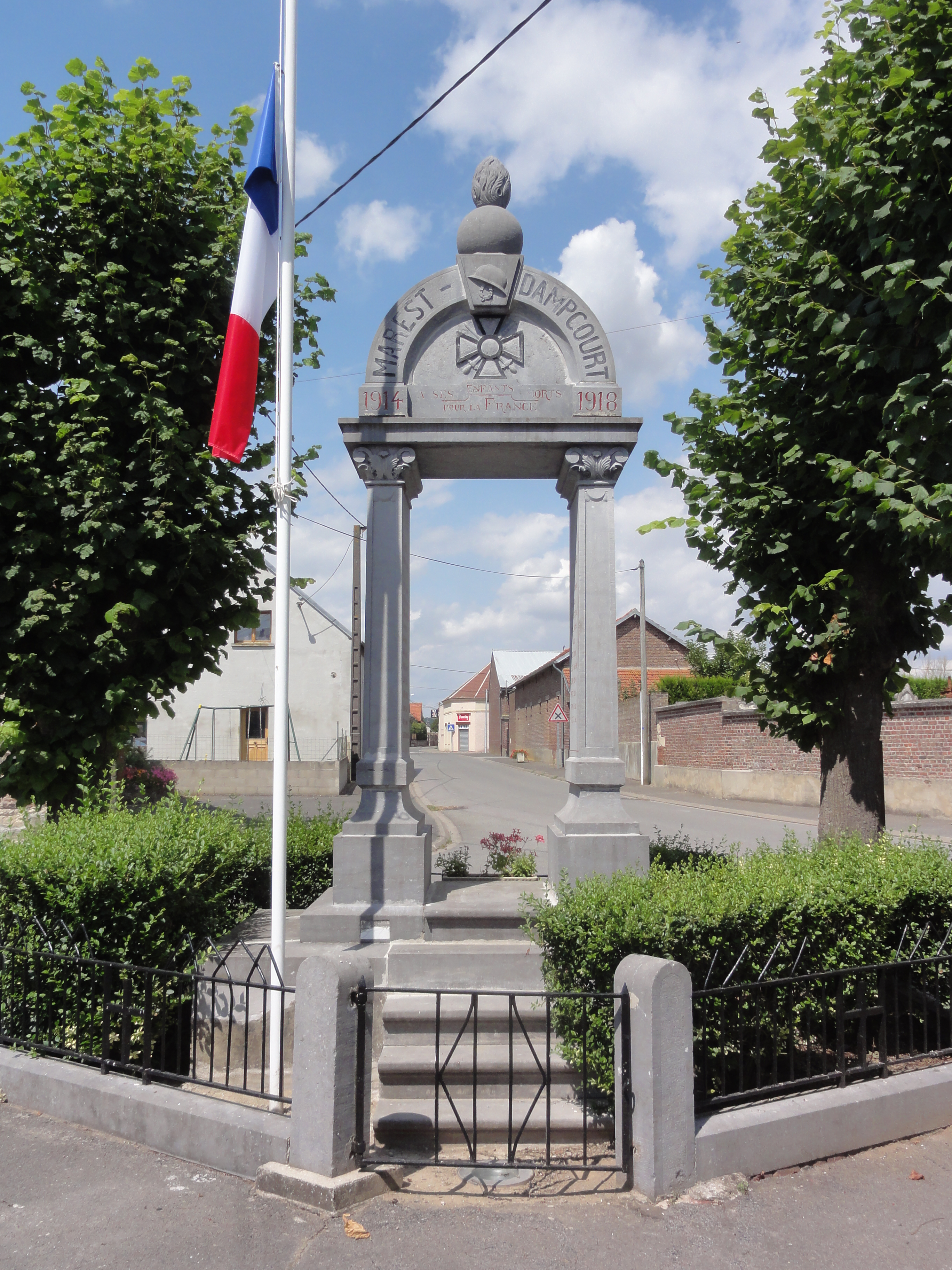
Gefallenendenkmal